# Bad Saarow
Bad Saarow é um município da Alemanha, situado no distrito de Oder-Spree, no estado de Brandemburgo. Tem 51,98 km² de área, e sua população em 2019 foi estimada em 6.003 habitantes.